# Iriripithecus
 Iriripithecus  ist eine ausgestorbene Gattung der Primaten, die vor rund 20 Millionen Jahren – während des frühen Miozäns – in Uganda vorkam. Die Gattung und ihre Typusart, Iriripithecus alekileki , wurden erstmals 2010 wissenschaftlich beschrieben.

## Namensgebung
Iriripithecus ist ein Kunstwort. Die Bezeichnung der Gattung erinnert an den Fundort des Holotypus, der in der Nähe des Dorfes Iriri am Fuße des Vulkanschlots Akisim geborgen wurde, und verbindet dies mit dem griechischen Wort „πίθηκος“, altgriechisch gesprochen píthēkos, „Affe“. Das Epitheton der Typusart, alekileki, verweist ebenfalls auf den Fundort in der Nähe eines Alekilek genannten Steilhangs. Iriripithecus alekileki ist die bislang einzige beschriebene Art der Gattung.

## Funde
Holotypus von Gattung und Typusart ist laut Erstbeschreibung das Fragment aus der linken Oberkiefer-Hälfte eines jugendlichen Individuums mit erhalten gebliebenen Molaren M1 – M3 (Archivnummer UM NAP IV 20’07). M1 besitzt leichte Abnutzungsspuren, M2 und M3 waren zum Zeitpunkt des Todes noch nicht vollständig durchgebrochen. Als Paratypen wurden elf einzelne Zähne – teils jugendlich, teils abgenutzt – benannt, die ebenfalls in der Fundstelle Napak IV zutage traten, und zwar aus einer Fundschicht, die biostratigraphisch auf ein Alter von rund 20 Millionen Jahre datiert wurde. Aus den Merkmalen der Zähne wurde gefolgert, dass die Tiere der Gruppe der Menschenartigen zuzurechnen sind und eine gewisse Nähe zum jüngeren Kogolepithecus morotoensis aufweisen.
Die Größe der Zähne entspricht laut Erstbeschreibung annähernd denen eines Kappengibbons, der rund 5 bis 6 Kilogramm wiegt und 50 bis 60 Zentimeter groß wird. Aus den Abriebspuren der Zähne wurde im Jahr 2021 auf einen erheblichen Anteil von Blättern in der Nahrung geschlossen.

## Belege
1. ↑  Martin Pickford, Sarah Musalizi, Brigitte Senut et al.: Small apes from the Early Miocene of Napak, Uganda. In: Geo-Pal Uganda, Band 3, 2010, S. 70–79; ISSN 2076-5746.
2. 1 2  Martin Pickford, Brigitte Senut et al.: Revision of the smaller-bodied anthropoids from Napak, early Miocene, Uganda: 2011–2020 collections. In: Münchner Geowissenschaftliche Abhandlungen. Band 51, 2021, S. 93–99, ISBN 978-3-89937-267-0. ISSN 0177-0950.
3. ↑  Kappengibbon auf der Website der Zoo Zürich AG.